# 佐世保湾
佐世保湾（させぼわん）は、長崎県佐世保市、西海市に囲まれた湾である。「佐世保みなとは廻れば七里 浦は七浦七岬」と謳われた日本最大の天然の良港 。

## 地理
湾は西側では俵ケ浦半島で外海（五島灘）と隔てられ、南側では針尾島を挟んで早岐瀬戸及び針尾瀬戸で大村湾に繋がる。湾岸は入り組んだリアス式海岸をなしており、山地が海近くまで迫り平地は少ない。
環境省の法令告示通達、排水基準を定める省令別表第二の備考6及び7の規定に基づく窒素含有量又は燐〈りん〉含有量についての排水基準に係る海域によれば、長崎県佐世保市観汐橋、同市と西彼杵郡西彼町を結ぶ西海橋、同郡西海町寄舟埼と佐世保市高後埼を結ぶ線及び陸岸により囲まれた海域、と定義されている。西彼町、西海町は市町村合併により、現在すべて西海市に属する。上記のほぼ全域が港湾法による佐世保港の区域に属する。
湾には佐世保川、日宇川、早岐川などの二級河川が注いでいる。

## 産業
外海との行き来は俵ケ浦半島先端の高後崎と寄船鼻の間1ヶ所、幅約850メートルの狭い水道のみ（南側の大村湾は佐世保湾以外と接していない内海である）で外海側からの艦船による攻撃に強く、また湾中央部は大型艦船を停泊させるのに十分な水深を持つ天然の良港であることから、旧海軍が軍港を湾奥部に置いた（1889年、佐世保鎮守府開庁）。以来現在まで湾内には旧海軍とその後に入った米海軍及び海上自衛隊の基地施設が多く存在する。また、旧海軍工廠を源流とする佐世保重工業を始めとした造船業も盛んである。
一方、湾の大半が米海軍による制限水域となっていることから、湾内での漁業活動や商業港としての機能には一定の制約がある。